# 吉田愛璃
吉田 愛璃（よしだ えり、1991年3月14日 - ）は、日本の歌手、ファッションモデルである。千葉県八街市出身。エイベックスからメジャーデビューし、元プラチナムプロダクション所属。

## 略歴
- 1991年3月14日、3人兄妹の長女（1歳上の兄[2]と1歳下の弟[3]がいる）として生まれる。千葉県立四街道北高等学校卒業[4]。
- 2007年より雑誌「Popteen」のモデルを務める。その傍らエイベックス・アーティストアカデミーのヴォーカルコースを受講し[5][6]、2008年8月9日、代々木第一体育館にて行われた「アゲる!!Popteen祭り」において歌手デビューすることを発表。同年11月19日、CAMエンタテインメントよりシングル『Without…』をリリース。以後もライブを積極的に行いながら歌手活動を展開する。
- 2010年、SUPER GTイメージガールユニット「G☆RACE」に参加。メインヴォーカルを担当する。
- 2011年、雑誌「JELLY」の専属モデル（ジェリガ）オーディションに応募しファイナリスト6名まで残るも、受賞はならなかった。
- 2013年9月25日、原宿レコーズから発売されたコンピレーション・アルバム『GIRLS ROCK#SURF』に参加[7]。
- 毎年8月下旬に開催されている「八街ふれあい夏祭り」では2011年から5年連続で出演している[8]。

## 人物
- 愛称は、えーちん。
- 身長は164cm、体重は43kg。
- 血液型はA型。

## 作品

### シングル
- Without・・・（2008年11月19日発売・XNCA-30013）

1. Without…（作詞：吉田愛璃／作曲・編曲：渡辺徹）
MBSテレビ『アニメシャワー』2008年11月度オープニングテーマ曲
2. "e" （作詞：吉田愛璃／作曲・編曲：江上浩太郎）
日本テレビ『ラジかるッ』2008年11月度エンディングテーマ曲
3. 大切な人　（作詞：吉田愛璃／作曲・編曲：江上浩太郎）
4. epilogue〜サヨナラ　（作詞：吉田愛璃／作曲・編曲：渡辺徹）

- Step My Way〜未来へ〜（2009年5月13日発売・XNCA-30017）

1. Step My Way〜未来へ〜　（作詞：吉田愛璃／作曲：YUKALI、MANABOON／編曲：MANABOON）
2. stay with me　（作詞：吉田愛璃／作曲：YUKALI、MANABOON／編曲：MANABOON）

### G☆RACEとして
- SUPER EUROBEAT presents SUPER GT 2010（2010年4月28日発売・AVCD-38063）
曲名『FLY HIGH!!』（同曲の作詞も手掛けた。）
- SUPER EUROBEAT presents SUPER GT 2010 -Second Round-（2010年9月8日発売・AVCD-38134）
曲名『FLY AGAIN』（同曲の作詞も手掛けた。）

### その他参加作品
- S'CAPADE（2010年6月9日発売・SECL 870）
曲名『Starry Magic』（Shinnosuke〔ex.SOUL'd OUT〕プロデュース[9]）
- GIRLS ROCK#SURF（2013年9月25日発売・HJRD-0012）
曲名『Second Chance』（シライシ紗トリプロデュース[7]）
- Rude Playerz『Intersect Hearts feat.吉田愛璃』（2014年3月26日～、ITunes配信限定）
iTunesデイリーダンスチャート初登場6位獲得[10]

## 出演
- ラジオ『吉田愛璃の今日も"e"感じ』（スターデジオ400ch、2009年4月～12月）
- クレンチ&ブリスタ「ありがとうさようなら feat.SATOMI'」PV出演（2009年10月7日発売『One Life One Love』収録）

## 吉田愛璃の*エリマルシェ*ラジオ
『吉田愛璃の＊エリマルシェ＊ラジオ』は、インターネットラジオ局「東京ネットラジオ」で月1回配信されている、吉田愛璃の冠番組。
2014年10月スタート。吉田が毎月1人（組）のゲストを招きトークする他、ファッションやメイクなどの情報も伝える。
| 回数   | 配信年月日     | ゲスト                                | 備考 |
| ------ | -------------- | ------------------------------------- | --- |
| 第1回  | 2014年10月16日 | 栗本佳那 （シンガーソングライター）   | |
| 第2回  | 2014年11月20日 | なし                                  | |
| 第3回  | 2014年12月18日 | 丸山慧子（モデル）                    | 「突撃!テレフォンリサーチ」コーナーに登場。                                                                                      |
| 第4回  | 2015年1月22日  | 丸山慧子                              | 2ヵ月連続の登場。吉田とはpopteen時代からの仲である。                                                                             |
| 第5回  | 2015年2月19日  | hie（稲森寿世）                       | 「Little Blue boX」としても活動した歌手・モデル。 吉田とはエイベックス・アーティストアカデミーでレッスンを受けていた頃からの仲。 |
| 第6回  | 2015年3月19日  | 井村亜里香（モデル） 加藤澪（モデル） | 吉田とはpopteen時代からの仲。 読モの傍らアクセサリーブランド「Lino」を共同でプロデュースしている。                               |
| 第7回  | 2015年4月16日  | なし                                  | |
| 第8回  | 2015年5月21日  | なし                                  | |
| 第9回  | 2015年6月18日  | なし                                  | |
| 第10回 | 2015年7月16日  | Shinnosuke （ex.SOUL'd OUT）          | [ 9 ] |
| 第11回 | 2015年8月20日  | なし                                  | |
| 第12回 | 2015年9月17日  | なし                                  | |
| 第13回 | 2015年10月15日 | なし                                  | |
| 第14回 | 2015年11月19日 | Rude Playerz （音楽ユニット）         | [ 10 ] |